# David Wolstencroft
David Wolstencroft (Honolulú, Hawái, Estados Unidos; 16 de julio de 1969) es un escritor, autor y productor de televisión británico, más conocido por ser el creador de la serie Spooks.

## Biografía
Wolstencroft nació en 1969 y se crio en Edimburgo, Escocia (Reino Unido).

## Carrera
También es el autor de los novelas Good News, Bad News y Contact Zero, que hablan acerca del género del espionaje que involucra los servicios de la inteligencia británica. David es más conocido por ser el creador de la exitosa y aclamada serie dramática de espías y ganadora de los premios BAFTA, Spooks. También escribió la serie Spooks: Code 9, el spin-off de Spooks.

## Premios y nominaciones
| Año  | Categoría                                   | Premio               | Serie   | Resultado |
| ---- | ------------------------------------------- | -------------------- | ------- | --------- |
| 2003 | Best Writer (compartido con Howard Brenton) | RTS Television Award | Spooks  | Nominado  |
| 2000 | Network Newcomer - Behind the Screen        | RTS Television Award | Psychos | Ganador   |